# Rolanje
Rolanje je čin vožnje s koturaljkama. To je rekreativna aktivnost, sport i oblik prijevoza. Postoje poligoni za rolanje, a ono se također odvija na ulicama, nogostupima i biciklističkim stazama.
Rolanje je nastalo u scenskim umjetnostima u 18. stoljeću. Široku popularnost steklo je 1880-ih. Bilo je vrlo popularno u Sjedinjenim Američkim Državama od 1930-ih do 1950-ih, zatim ponovno 1970-ih kada se povezivalo s disko glazbom i diskotekama na koturaljkama. Tijekom 1990-ih rolanje na otvorenom postalo je popularno.
Sportsko rolanje uključuje: brzo klizanje na koturaljkama, hokej na koturaljkama, derbi roller, umjetničko koturanje i agresivno koturanje četveraca.
Najranije poznate koturaljke potječu iz Europe iz 18. stoljeća. Ove su koturaljke korištene u kazališnim i glazbenim predstavama, vjerojatno za simulaciju rolanja na pozornici. Rano rolanje bilo je u ravnoj liniji jer je okretanje ili zakretanje bilo vrlo teško s primitivnim dizajnom koturaljki tog vremena. Ograničeno na povremeni rekvizit za izvedbu u to vrijeme, rolanje neće imati široku upotrebu sve do 1840-ih.
Konobarice u pivnici iz 1840-ih u Berlinu koristile su koturaljke za posluživanje mušterija. Balet i opera kasnih 1840-ih, kao što je „Le prophète”, prikazivali su rolanje. To je pomoglo da rolanje postane popularno po prvi put, u Europi 1850-ih. Tehnološka poboljšanja unaprijedila su i dizajn, poput gumenih kotača 1859. i okretnih koturaljki s četiri kotača 1863. Popularnost rolanja od tada je znatno oscilirala; obično se nazivalo "ludilo" na svojim vrhuncima.
Rolanje je doživjelo procvat popularnosti od 1880. do 1910.; koturaljke su se masovno proizvodile i rolanje je postalo popularno među širom publikom u Europi, Sjevernoj i Južnoj Americi i Australiji.  
Nakon pada popularnosti, rolanje je ponovno postalo široko rasprostranjeno u 1930-im do 1950-im godinama. Ovo doba je poznato kao zlatno doba rolanja. U tom su razdoblju širom Sjedinjenih Američkih Država izgrađena mnoga mjesta za rolanje, koja su nudila i glazbu s električnim orguljama.
U 1970-ima disko na koturaljkama postao je raširen. Tijekom kasnih 1980-ih i 1990-ih, rolanje na otvorenom i u zatvorenom postalo je popularno. Rolanje je palo u popularnosti početkom 21. stoljeća, ali je ponovno postalo popularnije tijekom pandemije COVID-a 19.

## Galerija
- Oprema za rolanje
- In-line rolanje
- Poligon za rolanje
- Rolanje na ulici